# 深空网络
美國太空總署深太空網路（英語：Deep Space Network，縮寫：DSN）是NASA設置的一个用以聯絡太空船的全球網路設施，位于美国（加州）、西班牙（马德里）和澳大利亚（坎培拉），用以為美國太空總署的行星際航行太空船提供通訊，也被用來執行射電天文學和雷达天文學對於太陽系和宇宙的观测，并對地球轨道上的人造衛星提供支持，是NASA噴射推進实验室 （JPL）的一部份。欧洲、俄罗斯、中国、印度和日本也有類似的網路。

## 一般資訊

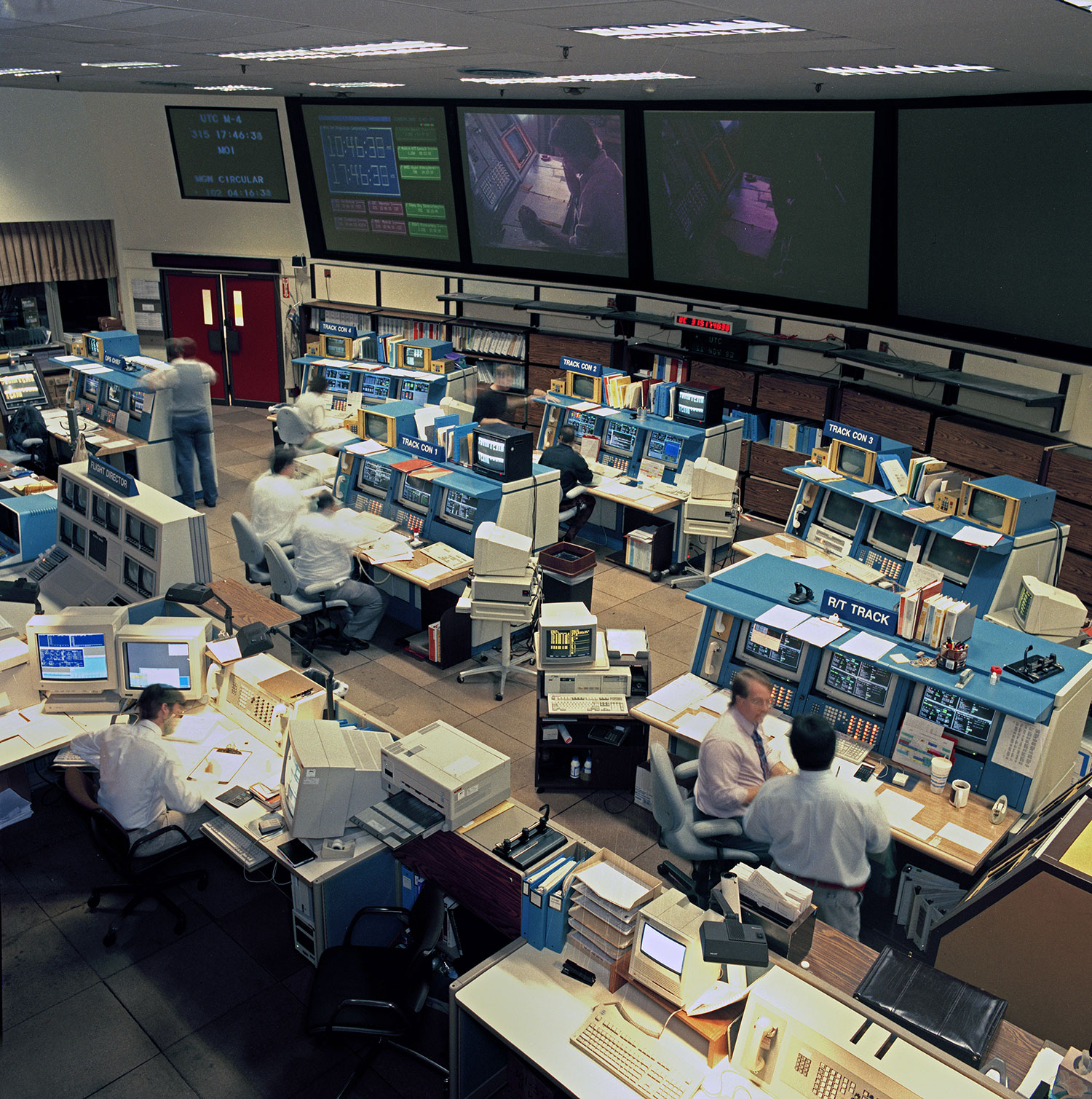
噴射推進實驗室內部的深空網路運作中心

DSN目前包含三个深空通信设施，以约120度的間隔围绕著地球。分別為：
- 金石深空聯絡設施（35°25′36″N 116°53′24″W / 35.42667°N 116.89000°W）位於加州的巴斯托。对于戈德斯通對早期太空探测器追踪技術的貢獻，见太空追蹤計畫（英语：Project Space Track (1957-1961)）。
- 马德里深空聯絡設施（英语：Madrid Deep Space Communication Complex）（40°25′53″N 4°14′53″W / 40.43139°N 4.24806°W）位於西班牙马德里西方60公里
- 堪培拉深空聯絡設施（英语：Canberra Deep Space Communication Complex）(35°24′05″S 148°58′54″E / 35.40139°S 148.98167°E)位於澳大利亚首都地区堪培拉西南邊40公里，接近提德賓比拉自然保护区（英语：Tidbinbilla Nature Reserve）。

每個设施皆位于半山腰、碗状地形，以帮助阻擋无线电波干扰。 考慮到地球的自轉，三座設施的地點以約120度的間距围绕著地球，目的是為了當地球自轉時，一座設施轉到背對著目標的一側，而無法進行觀測，但同時另一座設施便轉到了可進行觀測的一側，如此DSN便能24小時持續觀測目標。
目前来说，美国NASA的深空测控网 （页面存档备份，存于）是由美国加州的戈尔德斯通、西班牙马德里、澳洲的堪培拉，三个测控站组成。三个的配置大致相当，都是1个70米口径天线，1个34米口径高效率天线（HEF，High Efficiency），4个34米口径波束波导天线（BWG），组建而成。2021年1月26日，在马德里剛啟用的34米口径DSS-56(Deep Space Station 56)波束波导天线是第一个一上线就使用深空网络全范围通信频率的系统。这意味着DSS-56是一种一体化(all-in-one)天线，可以与深空网络支持的所有任务通信，并且可以用作马德里综合大楼其他任何天线的备用天线。不过34米的BWG，还在建设当中，并在2025年完工，取代70米口径天线。
NASA倚賴DSN以進行太阳系內的科學調查：可以双向溝通，地面基地可以引导並控制各种NASA的太空探測器，讓這些探測器可以傳回他們所收集的照片和數據資料。所有DSN天线皆具備高增益、附帶抛物面反射器的天线。這些天線盒數據傳送系統，使其能夠：
- 自航天器获得遥測数据。
- 向航天器发送指令。
- 更新修改航天器內建软體。
- 追蹤航天器的位置和速度。
- 执行特長基线干涉测量。
- 测量無線電波的變化，以進行無線電波科學實驗。
- 收集科学数据。
- 监测和控制整個系統的性能。

### 控制中心
三座DSN設施的天線都直接連結到加州帕萨迪纳噴射推進實驗室內部的深空控制中心（也称为深空网络操作控制中心）。
在早期，控制中心內並没有所謂的永久设施，只有一个臨時搭建的，以幾張桌子与和電話拼装在一个大房间內，用來计算轨道的電腦旁。1961年七月，NASA开始建造永久设施：太空飞行操作设施（SFOF）。 该设施於1964年十月建造完成，並於1964年5月14日啟用。 一開始共有31座主控台，100個闭路电视摄像机和200多台显示器，用以支持游騎兵6號到9號，以及水手4號任務。
目前，控制中心的工作人员在SFOF內监测並主導行动，并监側探測器的通訊品質，並掌管資料以提供給通訊網路的使用者。此外，DSN的各個設施和操作中心，設有地面通訊設施，將三座設施的資料傳送給JPL的控制中心，再傳給世界各國的太空飛行控制中心以及科学家們。

## 历史
喷气推进实验室在1958年1月就与美国军方的合作建立了深空网络的雏形。当时在尼日利亚、新加坡以及加州部署了轻型的无线电追踪设备来接收遥感勘测信号以及描绘当时军方发射的探测者1号（第一颗发射成功的美国卫星）的轨道。国家航空航天局于1958年10月1日正式成立，来将当时由美国海陆空三军分散发展的各种太空探索计划整合入单一的一个民间组织。
在1958年12月3日，喷气推进实验室从军方转入国家航空航天局并且被要求执行使用可自动操作的太空船的月球和星际探索计划的设计和实施。不久之后，国家航空航天局就提出了深空网络的概念，建立一个单独管理和运作的无线通信设施来服务所有的深空任务，而不是针对每一个太空任务来开发专门的空间通信网络。针对所有的用户，深空网络有责任来进行独立的研究，开发和支持工作。在这样的概念支持下，深空网络成为世界上在低噪接收器、追踪、遥感及指令系统、数字信号处理以及深空导航领域的领导者。

## 深空的定義

從北極點上空向下看的示意圖，顯示DSN觀測站的位置及視角。當一台探測器距離地球超過30,000公里，它便隨時處於一個以上探測站的視野之中，並與之建立聯繫。

追踪太空深处的探測器與追踪低地球轨道上的探測器相當不同。深空飞行任务通常可見於大部分地球表面，並且可持續很長一段時間，因此只需要很少觀測站便可達成長時間追蹤的目的（DSN只有三个主要觀測站）。然而，由於這些探測器距離地球相當遙遠，這些觀測站則需要巨大的天线、非常灵敏的接收器，以及强大的訊號发射器，才能與探測器聯繫。
深空有數種不同的定義。根據一份1975年NASA的報告，DSN是設計來與「距離地球16000公里以上到太陽系中最遠的行星之間」 建立通訊。JPL聲明，當一探測船位於距離地球30,000公里以上的高度，該探測船便總是位於至少一個觀測站的視野之內。
國際電信聯盟保留了數個頻段，提供給深空網路及近地空间作通訊使用，他們定義：「深空」是指距離地球兩百萬公里以上的空间。這個定義代表著月球任務，以及地球-太陽拉格朗日點的L1 和L2，都被认为是近地空间，不能使用国际电联的深空保留頻段。其他的拉格朗日点則不受到这条规则限制。

## 外部鏈結
- 官方網站
- Deep Space Network Now （页面存档备份，存于）
- Solar System Network Now （页面存档备份，存于）
- NASA Eyes Visualization （页面存档备份，存于）